# Лошо момче (филм, 2001)
„Лошо момче“ (на корейски: 나쁜 남자) е южнокорейски филм от 2001 година, драма на режисьора Ким Ки Дук по негов собствен сценарий.
В центъра на сюжета е сводник, който принуждава млада жена да проституира, след което е обсебен от нея и двамата развиват отношения на тежка взаимна зависимост. Главните роли се изпълняват от Чо Дже Хън и Шъ Уон.
„Лошо момче“ е номиниран за наградата „Златна мечка“.